# Athina Rachel Tsangari
Athina Rachel Tsangari, gr. Αθηνά Ραχήλ Τσαγγάρη (ur. 2 kwietnia 1966 w Atenach) – grecka reżyserka, scenarzystka i producentka filmowa.

## Życiorys
Ukończyła psychologię na Uniwersytecie Arystotelesa w Salonikach, po czym studiowała aktorstwo w New York University Tisch School of the Arts oraz reżyserię na Uniwersytecie Teksańskim w Austin.
Jej drugi film fabularny Attenberg (2010) startował w konkursie głównym na 67. MFF w Wenecji, gdzie zdobył Puchar Volpiego dla najlepszej aktorki za główną rolę Ariane Labed. Następny obraz Tsangari, Chevalier (2015), miał swoją premierę na MFF w Locarno.
Tsangari znana jest również jako producentka wczesnych filmów Jorgosa Lantimosa: Kieł (2009) i Alpy (2011).
Zasiadała w jury konkursu głównego na 63. MFF w Berlinie (2013) oraz w jury sekcji "Cinéfondation" na 70. MFF w Cannes (2017). Przewodniczyła obradom jury sekcji "Horyzonty" na 75. MFF w Wenecji (2018).